# Buddha Loetla Nabhalai
Rama II, född 1767, död 1824, var en thailändsk monark. Han var regerande kung av Thailand mellan 1809 och 1824. 